# Гуревич, Илья Маркович
Илья Маркович Гуревич (род. 8 февраля 1972, Киев) — американский шахматист, гроссмейстер (1993).
Илья Гуревич стал шахматным мастером в возрасте 12 лет и 3 месяца. В 1983 году стал обладателем титула nal Scholastic Elementary School Chess Champion в США. В 1984 году выиграл чемпионат мира среди шахматистов в возрасте до 14 лет в Ломас-де-Самора (Аргентина). В возрасте 18 лет, будучи учащемся в Вустере (штат Массачусетс), выиграл Чемпионат мира по шахматам среди юниоров в 1990 году в Varones (Чили). Позднее работал трейдером на фондовой бирже.
Больше не выступает в международных соревнованиях.